# شو کامیمورا
شو کامیمورا (انگلیسی: Sho Kamimura؛ زادهٔ ۲۹ مارس ۱۹۸۹) بازیکن فوتبال اهل ژاپن است.